# Cattedrale della Trinità (Kiev)
La cattedrale della Trinità (in ucraino Троїцький собор?) è una delle più grandi chiese ortodosse della città di Kiev, in Ucraina.

## Storia
Negli anni 1990, dopo il disastro di Černobyl', il Distretto della Desna di Kiev crebbe rapidamente. Nella zona residenziale le funzioni si tenevano in una piccola chiesa in legno che non era in grado di accogliere tutti i fedeli e si rese quindi necessaria la costruzione di un nuovo edificio di culto, non solo per i residenti del villaggio di Troješčyna, ma per l'intera riva sinistra della capitale ucraina.
Ad attivarsi per la costruzione di una nuova chiesa dedicata alla Santissima Trinità fu il governo del Distretto della Desna e i lavori iniziarono il 16 ottobre 1990. I fondi per la sua realizzazione furono raccolti tra i fedeli, gli imprenditori, le associazione e il clero locali. La realizzazione della cattedrale e di altri edifici ecclesiastici connessi fu ultimata nel 1997. Il 17 giugno dello stesso anno fu consacrata dal metropolita di Kiev Vladimir (Viktor Sabodan).
La cattedrale fu progettata dagli architetti Vadim e Irina Hrečyna e dal designer Leonid Lynovyč e consiste in un complesso di edifici dalle forme stilizzate ispirate al barocco ucraino: una chiesa, un campanile, una scuola domenicale/refettorio, un battistero, un laboratorio di pittura di icone e la casa dell'abate.

## Architettura e apparato decorativo

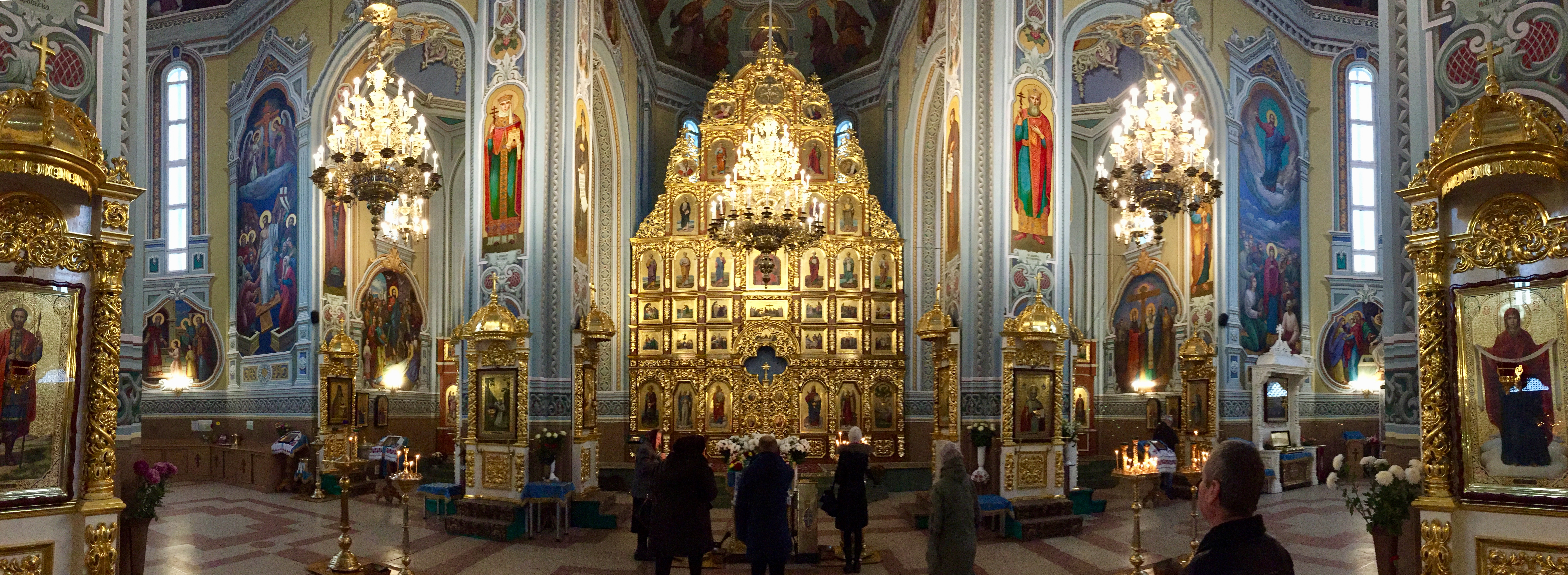
L'interno della cattedrale.

La cattedrale della Santissima Trinità ha quattro altari: quello centrale, consacrato alla Trinità, quello di sinistra dedicato a San Serafino di Sarov, quello di destra dedicato a San Giorgio il Vittorioso e quello sotterraneo intitolato a San Demetrio di Tessalonica.
Nel 1999, sotto la direzione dell'artista Fizer Ivan Vasyl'ovyč, fu eretta un'iconostasi a sette livelli alta 15,2 m e larga 12,8 m per una superficie totale di 52,79 m². Altre due iconostasi furono collocate in due navate della chiesa, ciascuna alta 6 m e larga 3,8 m. Nell'iconostasi centrale sono raffigurate 44 icone sacre, mentre in quelle laterali ve ne sono 18 ciascuna.
Nel 2005 iniziarono i lavori per le decorazioni pittoriche della chiesa, eseguiti da un gruppo di maestri pittori di icone sacre guidati da Igor Leskiv, Igor Oreshchak e Sergei Bulko, e si conclusero nel 2007.